# Todolella
Todolella (en valenciano la Todolella o la Tolella) es un municipio de la Comunidad Valenciana, España. Perteneciente a la provincia de Castellón, en la comarca de Los Puertos de Morella. Tiene una población de 147 habitantes (INE 2024). Uno de los lugares de interés turístico es su castillo medieval, que data del siglo XIV.

## Geografía
Está situado en el sector central de la comarca, en el límite con la provincia de Teruel.

### Localidades limítrofes
Olocau del Rey, La Mata de Morella, Cinctorres y Forcall todas ellas en la provincia de Castellón y Bordón y Castellote en la de Teruel

## Historia
Todolella parece ser de origen musulmán y tras ser conquistada por tropas del rey Jaime I recibió del mismo y en favor de Ramón de Caldera, carta puebla fechada en Valencia el 2 de agosto de 1242.
A finales del siglo XIII o principios del XIV, Francisco de Vinatea se casó en primeras nupcias con "Na" Carbona, hija del señor de la Todolella;  tras ser absuelto por Jaime II de Aragón del asesinato de su esposa por adúltera, transfirió el señorío de Todolella a su hija Francisqueta, hija de la Villa del Forcall y se fue a vivir a Valencia.
En 1691, consigue de manos de Carlos II la independencia al igual que las otras aldeas después de varios siglos de continuas luchas contra Morella para conseguirla.
Durante la Guerra de Sucesión en 1710, Todolella fue escenario de una batalla en el puente del río Cantavieja, entre morellanos y migueletes.
La noche del 5 al 6 de febrero de 2005 murieron 18 personas en un albergue por intoxicación de monóxido de carbono debido a una mala combustión de una estufa de granja industrial que había sido instalada dentro de la habitación donde dormían esas personas. Sigue siendo el accidente más grave de este tipo registrado en España en las últimas décadas.

## Administración
| Periodo   | Nombre                                                                 | Partido              |
| --------- | ---------------------------------------------------------------------- | -------------------- |
| 1979-1983 | Marcos Membrano Mestre                                                 | UCD                  |
| 1983-1987 | Redento Armengot Querol                                                | PSPV-PSOE            |
| 1987-1991 | Redento Armengot Querol                                                | PSPV-PSOE            |
| 1991-1995 | Redento Armengot Querol                                                | PSPV-PSOE            |
| 1995-1999 | Antonio Milián Carceller                                               | PP                   |
| 1999-2003 | Alfredo P. Querol Plana                                                | PP                   |
| 2003-2007 | Alfredo P. Querol Plana                                                | PP                   |
| 2007-2011 | Alfredo P. Querol Plana                                                | PP                   |
| 2011-2015 | Alfredo P. Querol Plana José Ángel Cerdán Cano Alfredo P. Querol Plana | PP                   |
| 2015-2019 | Ricardo Miravet Toutain                                                | PSPV-PSOE            |
| 2019-2023 | Claudio Guardiola Alarcón                                              | Unión Por Todolella  |
| 2023-act. | Javier Querol Guardiola                                                | Unidos Por Todolella |

## Demografía
Todolella cuenta con una población de 147 habitantes (INE 2024).
| Gráfica de evolución demográfica de Todolella entre 1842 y 2021 |
| |
| Población de derecho según los censos de población del INE Población de hecho según los censos de población del INEEn este censo se denominaba Todolella y Sarañana: 1842 |

| 1990 | 1992 | 1994 | 1996 | 1998 | 2000 | 2002 | 2004 | 2005 | 2006 | 2019 |
| ---- | ---- | ---- | ---- | ---- | ---- | ---- | ---- | ---- | ---- | ---- |
| 160  | 150  | 147  | 138  | 136  | 144  | 140  | 134  | 133  | 140  | 155  |

## Monumentos

### Monumentos religiosos
- Ermita de San Cristóbal.
- Ermita de San Onofre.

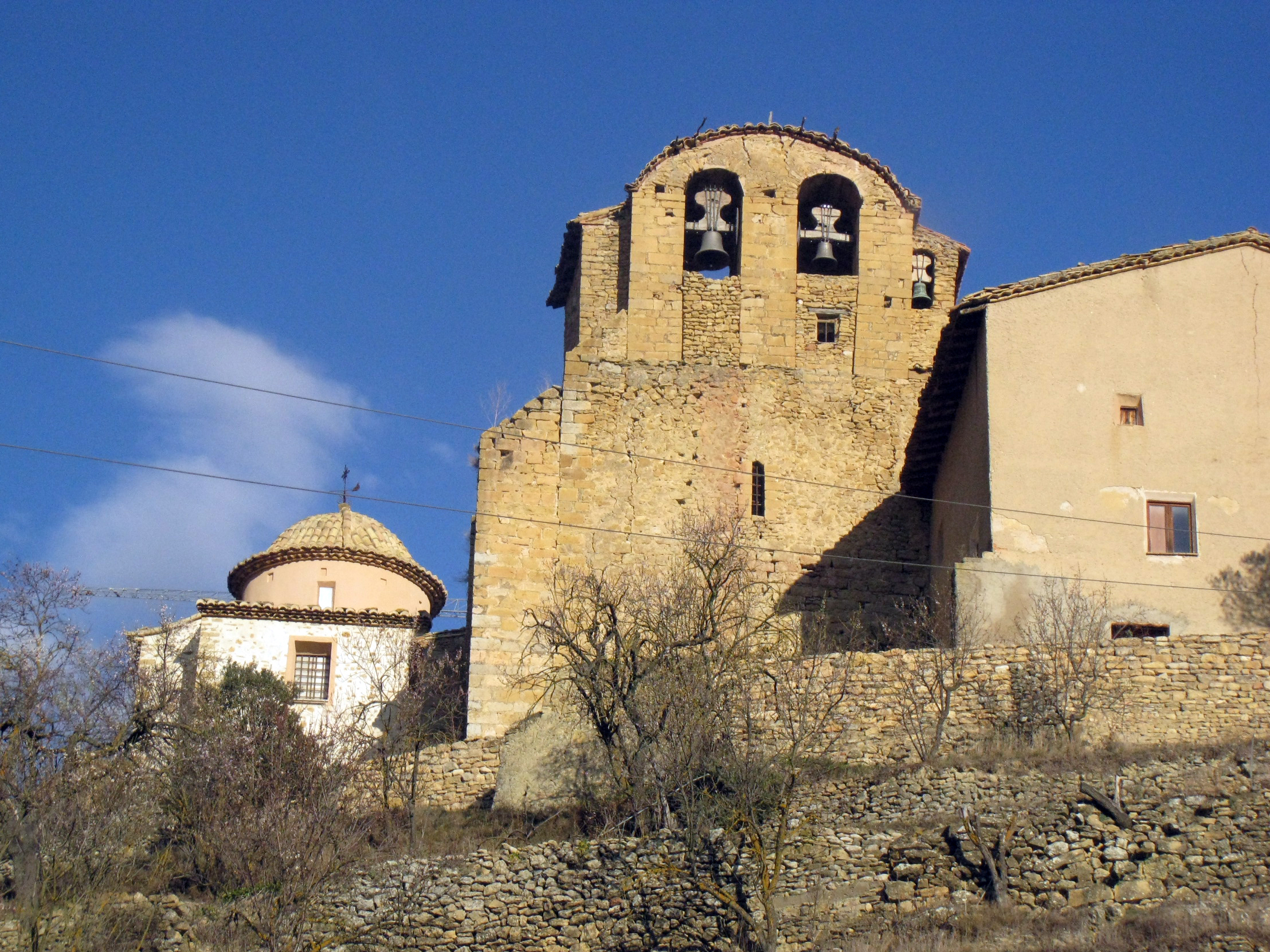
Iglesia de San Bartolomé

- Iglesia parroquial. Dedicada a San Bartolomé.
- Iglesia parroquial de Sarañana. Iglesia parroquial de la aldea de Sarañana. Dedicada a Santa Quiteria y San Miguel.

### Monumentos civiles
- Castillo de Todolella. (siglo XIV). En lo más alto de la población destaca por su grandeza un palacio-castillo de planta cuadrangular y buen estilo, fue sin duda alguna la residencia de sus primeros señores feudales.
- Ayuntamiento. Edificio de interés arquitectónico.
- Puente. Cerca de la población se encuentra un puente sobre el río Cantavieja construido en el siglo XV.
- Forat del Lladre. Cavidad situada en la Muela de la Todolella.
- Muela de la Todolella. Situada en el término de dicha población.
- La Prisión (La Presó). Ubicada en el epicentro del pueblo.

## Lugares de interés
- Poblado románico de Sarañana. En el término municipal se encuentra el poblado románico de Sarañana, su origen es anterior a la Todolella y tiene posibilidades de ser la ciudad romana de "Sarna" (mencionada en la Ora Marítima de Avieno, pero de dudosa existencia). Hoy solo quedan los muros y el ábside de la primitiva iglesia románica, la casa consistorial y una casona señorial.

## Fiestas locales
- San Antonio Abad. Del 16 de enero al 17 de enero. La "Santantonà", es la escenificación de las tentaciones del santo, que se celebra la víspera.
- Les Tronques. El domingo de carnaval en la plaza del pueblo se asa carne para luego subastarla entre los asistentes.
- Romería a San Cristóbal. Se celebra el 1 de mayo.
- Fiestas patronales. Del 20 de agosto al 31 de agosto.
- Romería a San Miguel. Se celebra el 29 de septiembre.

## Personas notables
- Manuel Fuster y Membrado: Natural de Todolella, nació el 23 de diciembre de 1717. Hijo de Alejandro Fuster y Cristófora Membrado; sobrino del Ilustrísimo señor don Gaspar Fuster, de Morella, Arzobispo de Sácer en Cerdeña. Escribió la obra Varios sucesos y memorias de esta Ciudad y reino, extendiéndose a algunos del de Aragón.[8]